# Лаборинью, Эужениу
Эужениу Сезар Лаборинью (порт. Eugénio César Laborinho; 10 января 1955, Маланже) — ангольский политик, военный и государственный деятель, участник гражданской войны, генерал-лейтенант ФАА. С 2018 — член Политбюро ЦК МПЛА, с 2019 — министр внутренних дел Анголы. Причисляется к ближнему кругу президента Жуана Лоренсу.

## Военная служба
Родился в многодетной семье мбунду из ангольской провинции Маланже. В колониальный период работал в мастерской, служил на полицейском посту. С 1974 примкнул к марксистскому движению МПЛА, которое в 1975 пришло к власти в независимой НР Ангола. Прошёл подготовку в учебном центре офицерских кадров ФАПЛА — вооружённых сил МПЛА.
Эужениу Лаборинью участвовал в гражданской войне против антикоммунистического повстанческого движения УНИТА и в пограничной войне с ЮАР. Занимал ряд командных постов в ФАПЛА и военных спецслужбах.
В 1976 первый лейтенант Лаборинью был начальником отдела военной информации в Маланже, на следующий год — офицером военной службы безопасности в Луанде, в 1978—1980 руководил службой безопасности в Северной Лунде и в национализированной алмазодобывающей компании Diamang (прослушал курсы по борьбе с незаконным оборотом алмазов в Великобритании, Бельгии, ФРГ, Австрии). С 1980 по 1982 в звании капитана возглавлял провинциальное управление Министерства госбезопасности в Кунене (обострение анголо-южноафриканского противостояния), с 1982 по 1986 — в Бие (бои правительственных войск с УНИТА/ФАЛА). В 1983—1984 возглавлял в Бие провинциальное оперативное командование ФАПЛА и спецназ «по борьбе с бандитизмом».
В 1986 майор Лаборинью возглавил в МВД военизированную противопожарную службу CBPC и занимал этот пост на протяжении почти четверти века. В 1988 ему было присвоено звание полковника. 29 сентября 2001 президент Анголы Жозе Эдуарду душ Сантуш своим указом присвоил Эужениу Лаборинью звание генерал-лейтенанта вооружённых сил Анголы — ФАА.

## В аппарате МВД
Эужениу Лаборинью был активистом МПЛА, полностью поддерживал политику президентов Агостиньо Нето и Жозе Эдуарду душ Сантуша. C 1982 состоял в региональных комитетах МПЛА. В 1983—1985 был депутатом провинциальной ассамблеи Бие. В то же время он вполне принял идеологическую переориентацию и декоммунизацию МПЛА в начале 1990-х.
В 2010 Эужениу Лаборинью был назначен заместителем министра внутренних дел по гражданской обороне и противопожарной безопасности. С 2012 в течение пяти лет был госсекретарём МВД по поддержанию внутреннего порядка (министрами являлись Себаштьян Мартинш и Анжело Вейга Тавариш). В течение семи лет координировал национальную комиссию по гражданской обороне.
В 1984 стажировался в Португалии на курсах руководящего персонала. В 1990-х и 2000-х проходил квалификационное обучение в Португалии, изучал пожаротушение, борьбу со стихийными бедствиями и соответствующий менеджмент. В 2006 году прослушал курсы военной разведки на Кубе. В 1997 получил степень психолога в Университете Агостиньо Нето, был вице-президентом объединения психологов Анголы.

## Губернатор Кабинды
В сентябре 2017 новым президентом Анголы стал Жуан Лоренсу. Вопреки первоначальным ожиданиям, новый глава государства повёл жёсткую кампанию против прежнего правящего клана. Были проведены многочисленные кадровые замены в административных и силовых структурах.
Уже 28 сентября 2017 Эужениу Лаборинью был назначен губернатором Кабинды. В своих выступлениях на этом посту Лаборинью совмещал традиционные призывы к «повышению уровня идеологической и политической подготовки для проведения партийной линии» с рассуждениями о демократии и верховенстве права. В целом политика Лаборинью во главе Кабинды рассматривалась как «неоднозначная»: с одной стороны, губернатор развивал инновационные кластеры, назначал представителей оппозиции в провинциальную администрацию; с другой — жёстко подавлялись независимые демонстрации и уличные протесты. Гражданские активисты называли Кабинду «закованной территорией».
8 сентября 2018, на VI чрезвычайном съезде МПЛА, Эужениу Лаборинью был введён в состав высшего органа правящей партии — Политбюро ЦК (этот же съезд утвердил во главе МПЛА Жуана Лоренсу вместо Жозе Эдуарду душ Сантуша). В 2021 Лаборинью сохранил членство в Политбюро после VIII съезда.

## Министр внутренних дел

### Первоначальный курс
24 июля 2019 президент Лоренсу назначил Эужениу Лаборинью министром внутренних дел. В его министерском ведении оказались национальная полиция (PN), Служба криминальных расследований (SIC), пенитенциарная служба (SP), миграционная служба (SME), Служба гражданской обороны и противопожарной безопасности (SPCB).
Назначение Эужениу Лаборинью главой МВД было воспринято в контексте «ангольской „Оттепели“» Жуана Лоренсу: предшественник Вейга Тавариш ассоциировался с политическими преследованиями последних лет правления душ Сантуша. Первоначально наблюдатели отмечали открытость нового министра к диалогу с обществом, акцентирование им принципа верховенства законности. Приоритетное внимание он уделял упорядочению миграции, упрощению миграционных процедур при усилении контроля за их выполнением, обеспечению порядка на транспортных магистралях, повышению качества следственных действий.

### Ужесточение и конфликты
Однако по мере усугубления социально-экономических трудностей и обострения политической ситуации президентский курс ужесточался, что отразилось и на деятельности МВД. На первый план вышла партийная составляющая, проведение политики МПЛА. Оппозиционные активисты и независимые журналисты отмечают возросший уровень полицейского насилия, многочисленные произвольные аресты, избиения, убийства, жестокое подавление протестов. Случаются сравнения с кровавыми событиями 1977 и 1992 — мятежом «фракционеров» и «хэллоуинской резнёй» — хотя признаётся, что такого уровня террор не достигает.
Отдельную проблему создаёт манипулирование коронавирусными ограничениями. Негативную известность получило угрожающее высказывание Лаборинью на пресс-конференции в апреле 2020 о том, что «полиция не будет раздавать шоколадки» при нарушении карантинных мер. В декабре 2022 массовое возмущение вызвало убийство полицейским уличного торговца в Луанде — во время инспекции торговец был без маски, контролёры вызвали полицию.
Произошло уличное столкновение, был разгромлен полицейский участок, полиция ответила стрельбой. Министр Лаборинью отказался признать эксцесс со стороны своих подчинённых, фактически возложив вину на убитого и других торговцев. При этом он потребовал от общества большего доверия к полиции.
Журналисты-расследователи утверждают, что «министр ближнего круга Лоренсу» развивает через подставных лиц частный бизнес по добыче алмазов. Предъявлялись также претензии по поводу наличия у члена ангольского правительства португальского гражданства.

### Политическая позиция
Эксперты отмечают, что руководители ключевых подразделений МВД — шеф-комиссар SIC Антониу Бендже, генеральный комиссар полиции Арналдо Мануэл Карлуш — обладают собственным силовым ресурсом и политическим влиянием. Генерал Фернандо Миала, директор Службы разведки и госбезопасности SINSE, автономной от МВД, рассматривается некоторыми комментаторами как «второй человек» после президента Лоренсу. Однако глава МВД выступает служебным координатором и публичным лицом силовых структур.
В выступлениях министра Лаборинью звучит встревоженность высоким уровнем криминогенности, подрывающей государственную стабильность. Этот мотив совпадает с выступлениями начальника президентской службы безопасности генерала Франсишку Фуртадо. Оппоненты настаивают, что сложная ситуация с бытовым криминалом отражает антисоциальную политику властей.
В июне 2022 министр Лаборинью ориентировал SIC на активизацию борьбы с преступностью перед предстоявшими выборами. Тогда же в интервью он говорил об усилении полиции армейскими подразделениями.

## Частная жизнь
Эужениу Лаборинью состоит в четвёртом браке, имеет шесть сыновей и пять дочерей. Наряду с португальским и кимбунду, владеет английским и французским языками.